# John Elway
Vous lisez un « article de qualité » labellisé en 2008.
Pour les articles homonymes, voir Elway.
College Football Hall of Fame 2000
Pro Football Hall of Fame 2004
(en) Statistiques sur pro-football-reference
(en) Statistiques sur statscrew
John Elway, né le 28 juin 1960 à Port Angeles, dans l'État de Washington aux États-Unis, est un joueur américain de football américain qui a évolué au poste de quarterback. Il est le seul joueur de ce poste, avec Tom Brady, à avoir participé à cinq Super Bowls comme titulaire. Il en remporte deux en 1997 et en 1998 où il est désigné meilleur joueur du match (MVP).
Il est actuellement le président des opérations football et directeur général de son ancienne équipe, les Broncos de Denver.

## Biographie

### Sa jeunesse
Fils de Janet et de Jack Elway, entraîneur universitaire de football américain, John Elway a beaucoup déménagé pour suivre la carrière de son père. Jack est entraîneur à l'Université du Montana puis à l'Université d'État de Washington. Jack devenant en 1978 entraîneur principal de l'Université d'État de Californie à Northridge, la famille Elway s'installe en Californie du Sud. John a fini ses deux dernières années d'études secondaires à la Granada Hills High School de Granada Hills. Excellant à la fois au baseball et au football américain avec les équipes de l'école, il est remarqué par les recruteurs de différentes universités et reçoit plus de soixante offres de bourse d'études. Il choisit finalement l'Université Stanford et le club du Stanford Cardinal avec lequel il passe quatre années, de 1979 à 1982.

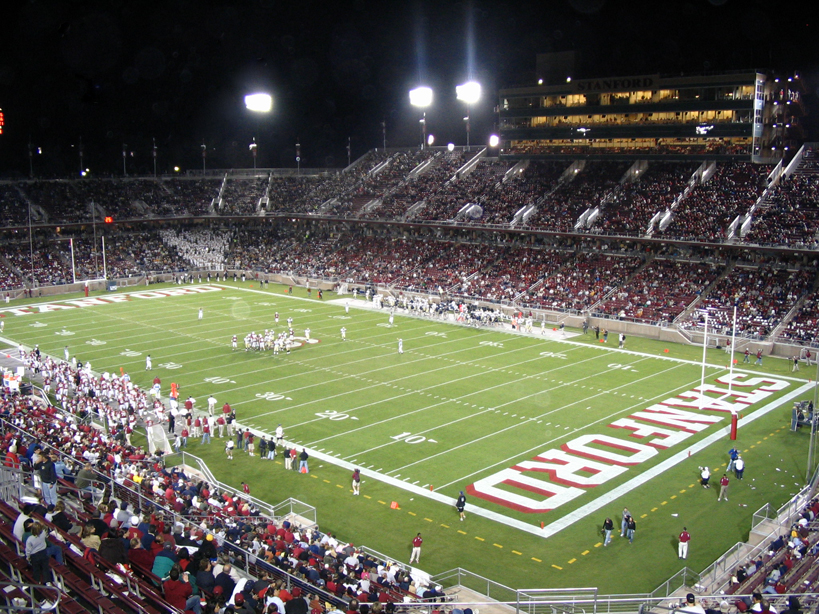
Stade des Stanford Cardinal (2006) où Elway joua.

Lors de sa dernière année universitaire, il termine la saison de baseball avec 0,361 de moyenne au bâton, 9 coups de circuit, 50 points produits (RBI) et 4,51 de moyenne de points mérités (ERA) en 49 matchs. Son dernier match de football américain à Stanford, contre l'Université de Californie, est un match mémorable qui se termine avec une des plus fameuses séquences de jeu universitaire, connue depuis sous le nom de « The Play ». Menés d'un point à quatre secondes de la fin du match, les California Golden Bears retournent l'engagement (kickoff), effectuant cinq passes latérales, pour venir marquer le touchdown de la victoire au milieu de la fanfare du Stanford Cardinal qui a déjà pénétré sur le terrain pensant célébrer la victoire. En quatre saisons, Elway réussit 774 passes pour 9 349 yards et 77 touchdowns mais n'amène jamais son équipe à un match de bowl, la finale du championnat.
Parallèlement à sa carrière sportive, il réussit en outre ses études et sort de l'université avec un diplôme en économie.

### Drafts
Les Yankees de New York, évoluant dans la Ligue majeure de baseball (MLB), le choisissent en 52e position lors du deuxième tour de la draft 1981 et il joue avec le club-école des Yankees lors de l'été 1982. Un an plus tard, c'est au tour du football américain de s'intéresser à lui et les Colts de Baltimore — la franchise actuelle des Colts d'Indianapolis — le sélectionnent à la toute première place de la draft 1983 de la National Football League (NFL). Cette draft est l'une des plus prolifiques de l'histoire de la NFL : outre Elway, les quarterbacks Jim Kelly et Dan Marino ainsi que le running back Eric Dickerson et l'offensive tackle Bruce Matthews sont des joueurs choisis au premier tour de cette draft qui ont intégré le Pro Football Hall of Fame. Elway fait également partie, en compagnie de Terry Bradshaw et Troy Aikman, des trois seuls quarterbacks à avoir été choisis en première position d'une draft et à avoir été élus au Pro Football Hall of Fame par la suite.
Elway refuse cependant de se joindre à l'équipe des Colts car ceux-ci n'ont pas gagné un seul match l'année précédente, terminant avec huit défaites et un match nul en neuf rencontres de saison régulière. Il menace, s'il n'est pas échangé, de partir jouer au baseball avec les Yankees, déclarant : « Ça fait trois mois que je vous ai dit que je ne jouerai pas à Baltimore. » et ensuite en conférence de presse : « Il semble maintenant que je vais jouer au baseball avec les Yankees. Les Colts savaient que j'avais les cartes en main et sont restés sur leurs positions ». Les Colts l'échangent finalement le 2 mai 1983 aux Broncos de Denver contre le quarterback Mark Herrmann, les droits sur l'offensive lineman Chris Hinton et un choix de premier tour lors de la draft 1984 (Ron Solt). Les Broncos le font immédiatement signer pour six ans et 12,7 millions de dollars américains.

### Débuts professionnels

#### Saison 1983
Elway est un des athlètes les plus attendus de l'histoire de la NFL. Avant son arrivée, deux journaux locaux, The Post et Rocky Mountain, intitulent même chacun une section quotidienne nommée The Elway Watch. Lors de son premier entraînement avec les Broncos au Mile High Stadium, cinquante-trois journalistes et photographes l'attendent pour scruter ses faits et gestes. Il devient bientôt connu sous le surnom de « The Duke » of Denver, surnom qu'il conserve toute sa carrière. Il joue son premier match officiel avec les Broncos le 5 août contre les Seahawks de Seattle. Ce match de pré-saison est joué au Mile High Stadium devant 53 887 spectateurs qui assistent à la victoire des Broncos sur le score de 10-7. Il joue ses deux premiers matchs de la saison régulière contre les Steelers de Pittsburgh puis contre les Colts, cette même équipe qu'il n'a pas voulu rejoindre. Ces deux matchs restent dans la mémoire d'Elway comme deux cauchemars, ayant l'impression que ses adversaires, comme le joueur de Pittsburgh Jack Lambert qu'il a vu jouer au Super Bowl quelques années auparavant, tentent de le tuer. Il lance sa première passe pour un touchdown à Rick Parros le 18 septembre 1983, lors du troisième match de la saison, match perdu contre les Eagles de Philadelphie 10-13.
Lors de cette première saison, il dispute onze matchs, dont dix comme titulaire mais ses statistiques sont décevantes et sont comparées à celle de Dan Marino, choisi comme lui lors de la draft 1983 : Marino dispute également onze rencontres lançant vingt passes pour des touchdowns contre six interceptions quand Elway lance seulement sept passes pour des touchdowns — dont cinq en deux matchs, — contre quatorze interceptions. Marino a complété 58,4 % de ses passes tentées pour 2 210 yards de gain contre seulement 47,5 % et 1 663 yards pour Elway.
Elway commence cependant à écrire sa légende le 11 décembre 1983 au cours d'un nouveau match contre les Colts. Les Broncos sont menés 0-19 à neuf minutes de la fin du match, il parvient à inscrire trois touchdowns à la passe, dont le dernier de 26 yards à 44 secondes de la fin, pour finalement remporter le match 21-19. Cette remontée lors du quatrième quart-temps est la première d'une série de quarante-sept remontées similaires qui va devenir sa « marque de fabrique » tout au long de sa carrière.

#### Saison 1984
À l'aube de la saison 1984, Elway est nommé quarterback titulaire des Broncos. Mais certains, au vu de ses performances de la saison précédente, doutent de son potentiel. Michael Knisley, du magazine The Sporting News, écrit notamment : « Pour lui les Broncos ont donné Chris Hinton, Mark Herrman et un choix de premier tour de draft ? Pour quelqu'un qui a complété 47,5 % de ses passes ? Pour quelqu'un qui a deux fois plus d'interceptions que de touchdowns ? Quel est le retour sur investissement ? ».
Il rassure cependant les fans des Broncos, mène son équipe à un total sur la saison de treize victoires contre trois défaites — douze victoires et deux défaites quand Elway est le quarterback titulaire — meilleure performance de la franchise depuis sa création en 1960. Les Broncos terminent champions de l'American Football Conference Ouest. Il dispute avec son équipe le premier match de play-off de sa carrière contre les Steelers de Pittsburgh au Mile High Stadium, jouant à domicile en raison de leur meilleur classement en saison régulière. Après un bon départ où Elway lance une passe pour un touchdown de James Wright pour mener 7-0, les Broncos se retrouvent menés 7-10 avant que Rich Karlis n'égalise sur un field goal. Une nouvelle passe d'Elway pour un touchdown leur redonne l'avantage mais les Steelers reviennent à nouveau au score puis, alors que le ballon est en possession des Broncos, Elway se fait intercepter à 2 minutes 45 de la fin du match par le safety Eric Williams qui retourne le ballon jusqu'aux deux yards des Broncos. Ce renversement de jeu amène un touchdown décisif, les Broncos n'arrivent pas à égaliser dans le peu de temps qui reste à jouer,.
Elway termine la saison avec 214 passes réussies sur 380 tentées pour 2 598 yards gagnés. Avec 234 yards à la course, il termine également la saison à la troisième place de son équipe. Mais ses statistiques sont à nouveau comparées à celle de Marino qui réalise une saison exceptionnelle en terminant en tête de tous les classements avec 5 084 yards gagnés, 48 touchdowns marqués et 64,2 % de réussite à la passe ce qui ne fait pas taire les détracteurs d'Elway.

#### Saison 1985
Après cette belle saison mais la désillusion des play-offs, les espoirs sont grands pour l'année 1985. Elway prouve au cours de la saison qu'il est l'homme des retours de fin de match. Tout d'abord le 11 novembre, dans un match contre les 49ers de San Francisco, vainqueurs du dernier Super Bowl. Ce match est marqué par un incident particulier : lors d'une tentative de field goal, une boule de neige, jetée par un fan des Broncos, gêne le kicker des 49ers, Ray Wersching, qui manque son coup de pied. Menés ensuite 14-16 dans le quatrième quart-temps, les Broncos sont guidés par Elway qui leur fait gagner 63 yards en 9 actions pour amener Karlis en bonne position et réussir un field goal qui donne la victoire à Denver. Six jours plus tard, cette fois-ci contre les Chargers de San Diego, c'est une série de 7 actions et 43 yards gagnés qui amènent un field goal à cinq secondes de la fin pour égaliser à 24-24. Lors de la prolongation, les Broncos remportent le match à la suite d'un touchdown marqué par la défense. La saison se termine avec un bilan de onze victoires pour cinq défaites, bilan qui d'ordinaire assure une place en phase finale à l'équipe, mais, pour la première fois depuis la fusion de la NFL en 1970, cela ne suffit pas. En effet, trois équipes sont à égalité avec le même ratio victoires/défaites : les Broncos, les Jets de New York et les Patriots de la Nouvelle-Angleterre. Les Jets se qualifient en raison de leurs meilleurs résultats enregistrés au sein de la conférence (9-3) contre 8-4 pour les Patriots et les Broncos. Les Patriots gagnent ensuite la seconde Wild Card de l'AFC grâce à leurs meilleurs résultats face aux adversaires communs (4-2 contre 3-3). Elway termine la saison avec d'excellentes statistiques : 327 passes réussies (2e de la ligue) sur 607 tentées (1er), 22 touchdowns et 3 891 yards gagnés à la passe juste derrière Marino et ses 4 137 yards. C'est aussi la première fois qu'il dépasse à la fois les 3 000 yards de gain à la passe et 200 yards à la course.

### Défaites aux Super Bowls

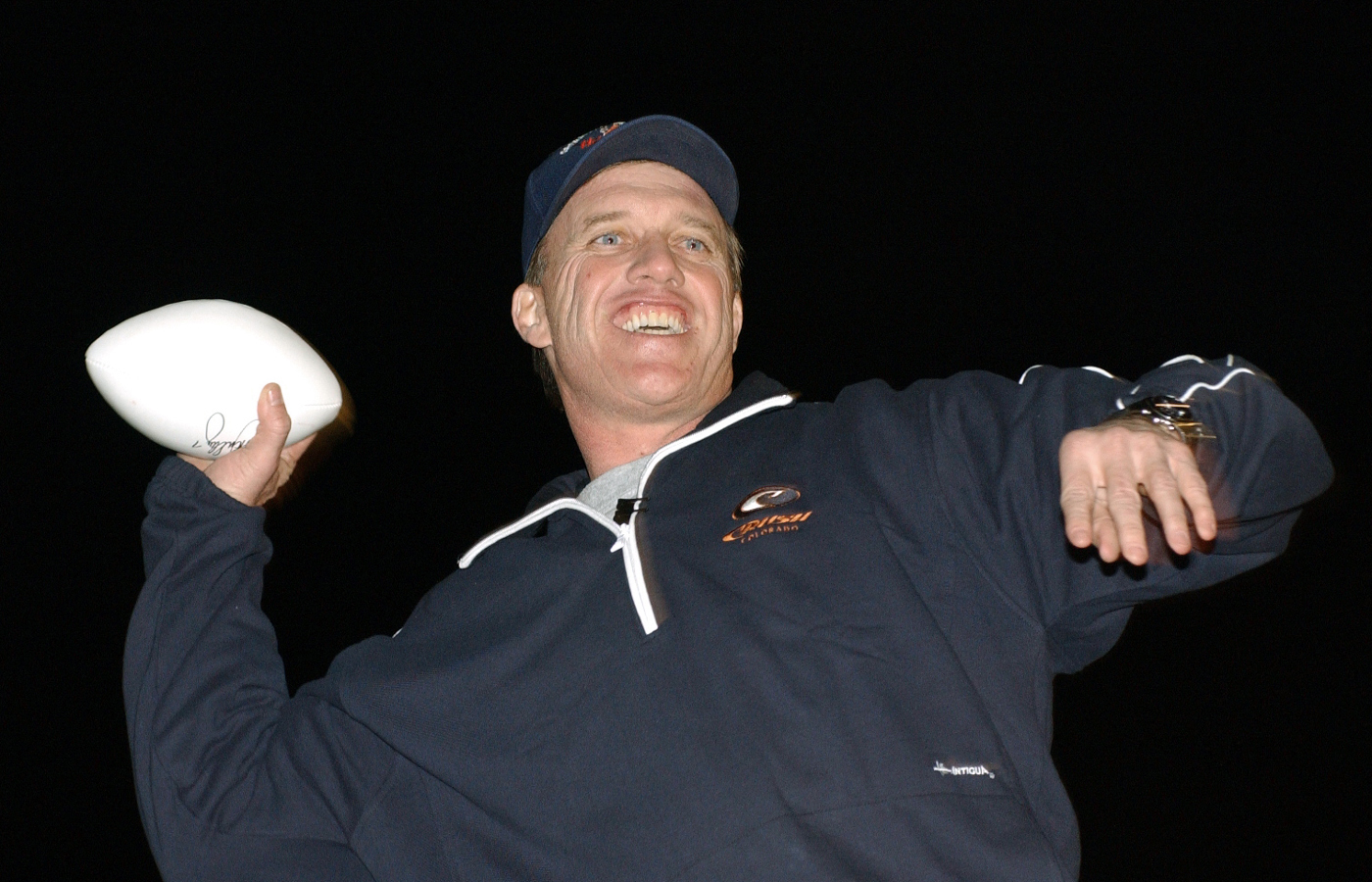
John Elway en 2007.

#### Saison 1986
La saison 1986 est une saison particulière pour Elway et les Broncos. Elle commence par un match contre les Raiders de Los Angeles où Elway marque un touchdown en réceptionnant une passe de 23 yards de son running back Steven Sewell. Ce touchdown sur réception est le plus long de l'histoire de la NFL pour un quarterback titulaire. Ce match se termine également sur un nouveau retour de l'équipe en quatrième quart-temps : alors qu'ils sont menés 28-36, Carlis marque tout d'abord un field goal de 51 yards pour ramener le score à 31-36 avant qu'Elway ne conduise ses coéquipiers vers une série de neuf actions pour 39 yards avec un touchdown qui donne la victoire 38-36 aux Broncos,. Ce match marque le début d'une belle saison, les Broncos ne perdent leur première rencontre qu'à leur septième match, le 20 octobre, contre les Jets de New York. Elle se poursuit sous les mêmes auspices, les Broncos remportent la division ouest de l'AFC avec onze victoires contre cinq défaites, et ils se qualifient à nouveau pour les play-offs. Le premier match, disputé à Denver, est remporté contre les Patriots de la Nouvelle-Angleterre, champions de l'AFC Est, sur le score de 22-17 ; Elway marque lui-même un touchdown de 22 yards à la course lors du deuxième quart-temps avant de lancer une passe de 48 yards pour un autre touchdown à Vance Johnson dans le dernier quart-temps. Cette victoire, la première de la carrière d'Elway en play-off, les mène à Cleveland pour affronter les Browns.

##### The drive
Le 11 janvier 1987, Elway marque la NFL de son empreinte lors de la finale AFC contre les Browns de Cleveland. Après un coup de pied  du punter de ces derniers, les Broncos récupèrent le ballon sur leur propre ligne des deux yards, avec sept points de retard et moins de six minutes à jouer. Elway prend le ballon et lance une passe pour un gain de cinq yards sur la première possession des Broncos. Après deux courses du running-back qui amènent une première tentative, puis une nouvelle course de celui-ci pour un gain de trois yards, Elway est forcé lors de la cinquième action de jeu de la série à sortir de sa « poche de protection » sous la menace de la défense adverse et effectue une course pour un gain de onze yards et une première tentative. Sur les deux actions suivantes, il réussit deux passes pour ses receveurs, gagnant vingt-deux puis douze yards pour arriver sur la ligne des quarante yards des Browns à deux minutes de la fin du match. Il rate sa passe suivante puis est sacké pour une perte de huit yards. Avec une troisième tentative et un challenge de dix-huit yards à gagner, Elway tente et réussit une passe de vingt yards à Steve Watson qui amène une nouvelle première tentative sur la ligne de vingt-huit yards des Browns. Après une passe manquée, une réussie vers Sewell pour un gain de quatorze yards et un nouvel échec, Elway court à nouveau lui-même pour amener le ballon sur la ligne des cinq yards des Browns. Cinq minutes et deux secondes après le début de cette série, il lance une passe pour un touchdown de Mark Jackson alors qu'il ne reste que trente-neuf secondes de match à l'issue d'une remontée du terrain de quatre-vingt-dix-huit yards qui reste dans les mémoires comme « The Drive »,. Pendant cette remontée spectaculaire, Elway lance pour soixante-dix-huit yards et gagne vingt yards à la course. Lors de la prolongation qui suit, il conduit son équipe lors d'un gain de soixante yards puis Rich Karlis réussit un field goal qui donne la victoire à l'équipe.

##### Premier Super Bowl
À l'issue de ce match mémorable, les Broncos et Elway se rendent le 25 janvier 1987 au Rose Bowl Stadium de Pasadena en Californie pour y disputer le Super Bowl XXI contre les Giants de New York. Pour le premier Super Bowl de sa carrière, Elway marque lui-même un touchdown de quatre yards à la course pour donner l'avantage 10-7 aux Broncos. Les Broncos ne peuvent concrétiser ensuite une présence sur la ligne d'un yard adverse, le kicker Rich Karlis manque son field goal. Sur la possession suivante, Elway est sacké dans sa zone d'en-but, concédant un safety. Malgré les statistiques impressionnantes d'Elway — 304 yards et un touchdown à la passe, 27 yards et un touchdown à la course — les Broncos perdent le match 39-20.
Elway termine pour la deuxième saison consécutive avec plus de 3 000 yards gagnés à la passe et plus de 200 à la course. Il finit la saison régulière avec 280 passes réussies sur 504 tentées, 3 485 yards gagnés et 19 touchdowns à la passe, il est sélectionné pour le premier Pro Bowl de sa carrière, cette sélection marque ainsi la reconnaissance de son talent.

#### Saison 1987
Les Broncos et Elway commencent la saison 1987 en fanfare, ils battent les Seahawks de Seattle sur le score de 40-17 avec 338 yards et quatre touchdowns à la passe pour le quarterback de Denver. Après un match nul des Broncos contre les Packers de Green Bay, la saison de NFL est marquée par une grève qui annule la troisième journée. Cette grève à laquelle Elway prend part comme bon nombre de titulaires des équipes de la NFL, est déclenchée par l'association des joueurs de la NFL (National Football League Players Association) qui proteste contre le refus des propriétaires d'accorder le statut d'agent libre aux joueurs. Des remplaçants prennent la place de nombreux titulaires pour la quatrième journée et les Broncos concédent une défaite cinglante 10-40 contre les Oilers de Houston. Après deux nouveaux matchs de grève, les joueurs votent la reprise du travail et Elway revient jouer lors du sixième match, ayant été remplacé pendant ces trois matchs d'absence par Ken Karcher qui a mené l'équipe à un bilan de deux victoires pour une défaite. Le retour d'Elway n'apporte pas les résultats escomptés, les Broncos perdent le match 34-27 contre les Vikings du Minnesota. Cependant, dès le match suivant contre les Lions de Détroit, l'entraîneur des Broncos, Dan Reeves, place Elway en position de shotgun sur presque tous les jeux d'attaque de l'équipe. Cette innovation dans le jeu des Broncos mène l'équipe vers une large victoire 34-0, puis vers six victoires lors des huit derniers matchs. Au cours de cette série, Elway dispose d'un trio de receveurs — Ricky Nattiel, Mark Jackson et Vance Johnson — qui devient connu sous le surnom de « the Three Amigos ». Grâce à ce trio, qui réceptionne 1 750 des 3 874 yards gagnés à la passe par les Broncos en 1987, et au talent d'Elway, les Broncos remportent le titre de champion de la conférence américaine avec dix victoires pour quatre défaites et un match nul. Pour sa part et en douze matchs seulement, Elway gagne 3 198 yards à la passe et lance pour dix-neuf touchdowns, soit autant que la saison précédente où il joue seize matchs. Il lance également à quatre reprises pour plus de 300 yards — un record personnel — en plus de gagner 304 yards et marquer quatre touchdowns à la course. Ces statistiques lui valent d'être nommé meilleur joueur de la saison NFL et d'être élu pour la deuxième saison consécutive au Pro Bowl.

##### Deuxième Super Bowl
Le premier match des play-offs met aux prises les Broncos aux Oilers. Ce match, revanche de la déroute des Broncos en début de saison, tourne rapidement à l'avantage des Broncos qui mènent 7, 14 puis 17-0 avant d'atteindre la mi-temps sur le score de 24-3.
Denver l'emporte finalement 34-10 sur un ultime touchdown marqué symboliquement par Elway lui-même à la course pour ce qui est la victoire en play-off la plus large de l'histoire de la franchise.
La finale AFC se joue, comme la saison précédente, contre les Browns de Cleveland mais cette fois-ci à Denver. Les Broncos dominent le début du match, ils prennent l'avantage 7-0, 14-0 puis 21-3 à la mi-temps. La deuxième période débute par un touchdown des Browns immédiatement suivi par une réception de Mark Jackson — un des trois amigos — de 80 yards pour un touchdown de Denver. Les Browns reviennent dans le match en marquant, au cours des quatorze minutes suivantes, trois touchdowns alors que les Broncos ne marquent qu'un field goal, pour égaliser à 31-31. Elway réagit, comme la saison précédente : il prend le ballon sur la ligne des 25 yards des Broncos, à 5 minutes 14 secondes de la fin du match, il remonte une nouvelle fois le terrain pour conclure sur une passe pour le touchdown de 23 yards. Les Browns ne parviennent pas à égaliser dans les dernières minutes et les Broncos se qualifient pour leur deuxième Super Bowl consécutif.
Ce 22e Super Bowl de l'histoire de la NFL se déroule au Jack Murphy Stadium de San Diego le 31 janvier 1988 contre les Redskins de Washington. Denver prend un départ canon et marque un touchdown de 56 yards sur une passe d'Elway pour Nattiel dès la première phase de jeu des Broncos, après seulement 1 minute 57 secondes de jeu. Après un dégagement des Redskins, les Broncos remontent le terrain pour permettre à Karlis de marquer un field goal de 24 yards et porter le score à 10-0 à la fin du premier quart-temps. Cependant, les Broncos s'écroulent lors de la deuxième période, et encaissent un cinglant 35-0 — dont quatre touchdowns par la passe du futur MVP du match, Doug Williams. La différence est définitive, les Broncos perdent pour la deuxième année consécutive sur la marque finale de 42-10. Elway a marqué le touchdown le plus rapide de l'histoire à l'époque, il a été le premier quarterback à réceptionner une passe lors d'un Super Bowl, et pourtant, il n'est pas au niveau de la finale de l'année précédente avec seulement quatorze passes réussies sur trente-huit tentées pour 257 yards, un touchdown et trois interceptions.

#### Saison 1988
Après deux saisons au sommet, les Broncos commencent difficilement la saison suivante avec trois défaites lors des quatre premiers matchs au cours desquels Elway lance cependant pour cinq touchdowns. Lors de cette saison, Elway doit faire face aux blessures, notamment lors du septième match de la saison où il quitte ses partenaires lors du troisième quart-temps du match contre les Falcons d'Atlanta. Alors qu'ils remportent les trois matchs suivants, les Broncos connaissent une saison moyenne ensuite, ils terminent avec un total de huit victoires pour huit défaites, ils ne se qualifient pas pour les play-offs pour la première fois depuis la saison 1985. Elway a commencé quinze des seize matchs de son équipe, il a cependant été perturbé par des problèmes de genou et de cheville qui l'empêchent d'être au mieux de sa forme. Le seul match de la saison où il dépasse 300 yards à la passe est d'ailleurs une défaite contre les Raiders de Los Angeles. Il termine la saison avec plus de 3 000 yards gagnés à la passe et plus de 200 à la course pour la troisième saison consécutive, mais est intercepté 19 fois contre seulement 17touchdown par la voie des airs.

#### Saison 1989
Après une année difficile en 1988, l'année 1989 débute en fanfare pour les Broncos, gagnant leurs trois premiers matchs de la saison, Elway effectue la plus longue course de sa carrière lors du deuxième match contre les Bills de Buffalo en gagnant 31 yards. Il mène son équipe lors d'un énième retour en quatrième quart-temps lors du cinquième match de l'année, il remonte 74 yards en 11 actions pour battre les Chargers de San Diego à 1 minute et 3 secondes de la fin du match sur un touchdown du running back. Deux semaines plus tard, Elway lance une passe de 54 yards pour un touchdown de Vance Johnson, il permet d'égaliser à 21-21 contre les Seahawks avant de les battre en prolongation, dans le meilleur match de la saison d'Elway où il gagne 344 yards à la passe. Les Broncos remportent ensuite, contre les Redskins de Washington, le seul match de la saison au cours duquel Elway ne joue pas. Officiellement, Elway annonce qu'il est grippé mais la rumeur affirme qu'il s'agit d'une intoxication alimentaire contractée à la Maison-Blanche où il a été invité à manger la veille. Les Broncos terminent meilleure équipe de l'AFC en saison régulière avec un bilan de onze victoires pour cinq défaites et se qualifient à nouveau pour les play-offs. Elway, quant à lui, termine pour la cinquième saison consécutive avec plus de 3 000 yards à la passe et 200 à la course et il est sélectionné pour le Pro Bowl pour la troisième fois.

##### Troisième Super Bowl
Le premier match des play-offs pour Denver, joué contre les Steelers de Pittsburgh, est un match serré, remporté d'un seul point par Denver, grâce à une nouvelle remontée en quatrième quart-temps orchestrée par Elway. Il lance d'abord vers Mark Jackson pour un gain de 18 yards. Il donne ensuite le ballon à Humphrey pour ce qui semble être un jeu de course standard, mais Humphrey lui rend la balle qu'il lance à Vance Johnson pour une réception de 36 yards, qui amène la balle sur les 26 yards des Steelers. Quelques courses plus tard, les Broncos marquent le touchdown de la victoire,.
La finale de conférence est jouée contre le vieil ennemi — les Browns — pour la troisième fois en quatre ans, la troisième fois en trois présences en play-off pour les Broncos et Elway. Ce match est maitrîsé par les Broncos qui mènent 10-0 à la mi-temps après un field goal puis une passe de 70 yards d'Elway pour un touchdown de Michael Young. Après avoir mené 24-7, dont une nouvelle passe d'Elway pour un touchdown, les Broncos voient les Browns revenir à trois longueurs, 21-24, mais Elway lance une dernière passe pour un touchdown avant que les Broncos ne marquent deux nouveaux field goals pour entériner la victoire 37-21. Au cours de ce match, Elway enregistre la plus belle performance de sa carrière en play-off avec trois touchdowns à la passe, aucune interception et 385 yards gagnés par la voie des airs.
Pour leur troisième Super Bowl en quatre ans, les Broncos affrontent cette fois-ci les 49ers de San Francisco — qui ont dominé la National Football Conference en remportant quatorze victoires en seize matchs — et à un autre célèbre quarterback, Joe Montana. Ce Super Bowl XXIV, joué à La Nouvelle-Orléans, est le pire de la carrière d'Elway qui, bien qu'ayant marqué le seul touchdown de son équipe après une course de trois yards lors du troisième quart-temps, ne réussit que dix de ses vingt-huit passes tentées pour 108 yards seulement et deux interceptions. Les Broncos ne peuvent jamais lutter pour la victoire, ils sont menés de bout en bout. Ils encaissent même deux touchdowns par quart-temps, un record de Super Bowl, et ils subissent la défaite par le plus gros écart de l'histoire sur le score de 55-10.
Après ce troisième échec en autant de participations, beaucoup d'amateurs pensent qu'Elway ne sera jamais capable de gagner le Super Bowl et ils le comparent à Fran Tarkenton ou encore Dan Fouts qui ont également échoué dans la conquête du titre.

### Des saisons mitigées

#### Saison 1990
La saison 1990 est la pire saison des Broncos sous l'ère Elway. Ils débutent par une défaite 9-14 à Los Angeles avant d'affronter les Chiefs de Kansas City au Mile High Stadium. Vers la fin du quatrième quart-temps, alors que les Broncos s'acheminent vers une deuxième défaite, Elway mène l'équipe une nouvelle fois au cours d'une remontée dont il a le secret. Menés 21-23, les Broncos récupèrent le ballon sur leur propre ligne des seize yards. Après trois tentatives infructueuses et zéro yard gagné, Elway se place en formation shotgun pour une quatrième tentative et dix yards à faire. Il lance une passe pour Vance Johnson pour un gain de quarante-neuf yards qui permet au kicker des Broncos de réussir le field goal de la victoire quelques tentatives plus tard alors que le terme final de la partie est atteint. Elway a réussi un nouveau retour en fin de match qui permet à l'équipe de ne pas commencer la saison avec deux défaites. Cependant, après une autre victoire, la machine s'enraye et Denver perd trois matchs consécutifs. Une nouvelle victoire lors du sixième match, où Elway enregistre deux touchdowns et 317 yards à la passe, semble relancer la machine mais les Broncos perdent leurs six matchs suivants. Ils affichent un bilan désastreux de trois victoires pour dix défaites. Elway n'a pu enrayer cette spirale de défaites, il a pourtant disputé de bons matchs, comme contre les Chiefs où il lance 328 yards et deux touchdowns mais la défense de son équipe encaisse trente-et-un points. La saison des Broncos se solde par une dernière place dans la division Ouest avec un bilan de cinq victoires seulement contre onze défaites. Elway a pourtant réalisé une bonne saison, terminant aux cinquièmes places pour les passes tentées, les passes réussies et les yards gagnés à la passe. Cela n'a pas suffi cette saison pour faire gagner l'équipe.

#### Saison 1991
Après la saison précédente catastrophique, les Broncos et Elway se doivent de relever la tête et ils commencent de belle manière la saison 1991 : ils battent les Bengals de Cincinnati sur le score de 45 à 14, Elway marque deux touchdowns à la course, il lance pour deux touchdowns à la passe. Après une première victoire suivie d'une première défaite, les Broncos enchaînent ensuite une série de trois victoires consécutives, pour un bilan de quatre victoires en cinq matchs. Ils perdent ensuite le sixième match, contre les Oilers de Houston, dans ce qui est paradoxalement une des meilleures prestations d'Elway depuis le début de saison — excepté le premier match — avec 301 yards gagnés à la passe dont deux touchdowns.
Les septième et huitième matchs de la saison voient Elway influencer le résultat final. Tout d'abord contre les Chiefs, alors que les deux équipes sont à égalité 16-16 dans le quatrième quart-temps, Elway récupère le ballon sur la ligne des 20 yards des Broncos et amène l'équipe à distance pour un field goal de David Treadwell après sept séquences de jeu. Ensuite, dans un match serré contre les Patriots, il prend cette fois le ballon sur les 41 yards des Broncos pour amener, neuf actions plus tard, un nouveau field goal décisif de Treadwell.
Au cours du quatorzième match des Broncos, il mène une nouvelle fois son équipe vers la victoire dans le quatrième quart-temps avec deux drive qui amènent un touchdown et un field goal pour une victoire 17-7 contre les Browns de Cleveland. Lors du match suivant, alors que Denver perd 17-19 contre les Cardinals de Phoenix, il conduit son équipe à une remontée de 66 yards et la onzième victoire de la saison. Les Broncos terminent finalement la saison régulière avec un bilan de douze victoires et quatre défaites, et remportent à nouveau la division ouest de l'AFC. Pour sa part, Elway devient le premier quarterback à avoir gagné pour plus de 3 000 yards à la passe et à avoir couru pour plus de 200 yards pendant sept saisons consécutives. Cette belle saison est à nouveau marquée par une sélection pour le Pro Bowl, la quatrième de sa carrière.
Le premier match des play-offs a lieu au Mile High Stadium contre les Oilers, ceux-là mêmes qui les avaient battus 42-14 lors du 6e match de la saison. Le début du match fait craindre une nouvelle défaite, les Broncos sont rapidement menés 14-0, puis 21-6 avant d'atteindre la mi-temps avec un retard de 8 points : 21-13. Après un field goal de chaque côté, les Broncos récupèrent le ballon sur leur ligne des 20 yards. Encore une fois, Elway dirige l'attaque en quatrième quart-temps et après neuf actions de jeux, Denver marque un touchdown qui ramène les Broncos à un point des Oilers. À 2 minutes et 7 secondes de la fin du match, les Broncos entament une nouvelle série en attaque sur leur propre ligne des deux yards. Elway réussit à nouveau à ramener son équipe dans le match par une remontée du terrain au cours de laquelle il réussit à transformer deux quatrièmes tentatives par une course et une passe pour Vance Johnson de 44 yards. Treadwell réussit ensuite le field goal de la victoire de 28 yards. Alors qu'Elway a de moins bonnes statistiques finales que Warren Moon, son homologue des Oilers, il a réussi à nouveau à faire gagner son équipe dans les dernières minutes de la partie.
La finale de conférence a lieu à Buffalo, contre les Bills. Les Broncos se retrouvent menés 10-0 dans le quatrième quart-temps, mais Elway ne peut cette fois-ci accomplir un nouvel exploit, il est blessé au cours du match, et il regarde son équipe se faire éliminer de la course au Super Bowl.

#### Saison 1992
L'avant-saison 1992 est marquée par une tension entre Elway et l'entraîneur Dan Reeves. Tout d'abord, le coordinateur offensif de l'équipe, Mike Shanahan est limogé par Reeves pour « insubordination », Reeves reprochant à Shanahan et Elway d'avoir élaboré des tactiques de jeu sans son accord. Shanahan et Elway sont devenus amis au fil des saisons et, malgré le limogeage de Shanahan, ils passent des vacances ensemble à pêcher lors de l'été 1992. Ensuite et à l'étonnement de tous, lors de la draft 1992, le premier choix des Broncos et de Reeves se porte sur un nouveau quarterback, Tommy Maddox alors qu'Elway espère un nouveau receveur,. Ce choix surprenant est analysé comme une « loterie » par certains — le directeur général des Chiefs de Kansas City déclarant même qu'il hésite à mettre sa franchise dans les mains de Maddox — et est pris comme une attaque personnelle par Elway lui-même.
C'est dans ce climat que la saison des Broncos débute, ils demeurent malgré tout une des équipes candidates à la victoire. Le premier match de la saison, joué contre les Raiders de Los Angeles, voit une performance médiocre d'Elway qui ne réussit que 10 de ses 27 passes tentées pour 171 yards gagnés. Cependant, il conduit son équipe à la victoire une nouvelle fois au cours du quatrième quart-temps ce qui lui vaut, malgré ces statistiques décevantes, le titre de « joueur offensif de la semaine dans l'AFC » (AFC Offensive Player of the Week). Les Broncos remportent ensuite deux de leurs trois matchs suivants, la défaite survenant contre les Eagles de Philadelphie où Elway est surclassé par Randall Cunningham en ne parvenant à gagner que 59 yards à la passe et ne réussissant que 8 de ses 19 passes tentées, Denver ne marquant aucun point. Cependant, le match suivant, joué à Denver contre les Chiefs, est à nouveau marqué par un retour des Broncos orchestré par Elway. Menée 6-19 à cinq minutes de la fin du match dans le quatrième quart-temps, l'équipe de Denver est portée par Elway lors d'un premier drive de 80 yards conclu sur une passe de 25 yards pour Mark Jackson avec seulement une minute et 55 secondes à jouer. Après une bonne défense de l'équipe, c'est sur la ligne des 27 yards des Chiefs qu'Elway récupère le ballon et trouve Vance Johnson pour une passe de douze yards qui donne la victoire d'un petit point aux Broncos. Elway termine la rencontre avec 311 yards délivrés à la passe et 23 passes réussies sur 38 tentées qui lui valent à nouveau le titre de joueur offensif de la semaine dans l'AFC. Elway dirige son équipe qui obtient un bilan flatteur de six victoires en neuf matchs mais lors du dixième match de la saison, il se blesse au tendon de l'épaule contre les Giants de New York. Il est remplacé par Maddox pour la fin de ce match que les Broncos remportent, mais il est absent des quatre matchs suivant à cause de cette blessure et avec Maddox à la baguette, les Broncos s'inclinent à chaque fois. Elway est de retour le 20 décembre, pour l'avant dernier match de la saison, mais ne peut qualifier aux play-offs son équipe qui s'incline lors de la dernière journée contre les Chiefs. Avec huit victoires pour seulement quatre défaites en douze matchs débutés, Elway a montré toutes ses qualités mais ces statistiques cachent également une saison difficile pour lui, ayant terminé à la quatrième place des quaterbacks les plus interceptés, la troisième en nombre de sacks subis et la deuxième en nombre de fumbles tout en ayant joué moins de matchs que ses concurrents.

#### Saison 1993
La nouvelle saison débute plus calmement que la saison précédente, Reeves n'a pas été reconduit dans ses fonctions. Il est remplacé par l'ancien coordinateur défensif Wade Phillips. Les Broncos remportent leurs deux premiers matchs avec à chaque fois deux passes pour un touchdown d'Elway,. Au cours des treize premiers matchs de la saison, quel que soit le résultat final du match, Elway lance une, deux voire trois passes de touchdown à chaque fois. Les Broncos terminent la saison régulière avec un bilan mitigé de neuf victoires pour sept défaites et terminent à la troisième place de la division ouest de l'AFC. Paradoxalement, Elway est encore une fois sélectionné pour le Pro Bowl et il connaît une des meilleures saisons de sa carrière. Il bat des records personnels et des records de la franchise pour les yards gagnés en attaque et à la passe, les touchdowns et le pourcentage de réussite, il ne se fait intercepter qu'à dix reprises (record qu'il égale plus tard en 1994 et 1998). C'est aussi la première et seule fois de sa carrière où il dépasse 4 000 yards à la passe. Il termine à la première place des quarterbacks dans la NFL pour les passes tentées (551), réussies (348) et les yards gagnés à la passe (4 030), à la première place de l'AFC et à la deuxième de la NFL pour les passes pour un touchdown (25) et enfin à la première place de l'AFC et la troisième de la NFL pour l'évaluation de quarterback (92,8) et le pourcentage de passes réussies (63,2 %).
Les play-offs sont un reflet de la saison régulière. Les Broncos jouent les Raiders à Los Angeles, ils sont battus 24-42 malgré un bon match d'Elway (29 passes réussies sur 47 tentées, 302 yards gagnés à la passe et 25 à la course, 3 touchdowns, une interception et une évaluation de 92,7).

#### Saison 1994
La saison 1994 débute de manière inhabituelle pour Elway. Au cours du premier match contre les Chargers de San Diego, les Broncos mènent rapidement 17-0 avant d'être rejoints puis dépassés 27-24 à la mi-temps. À quatre minutes et une seconde de la fin du match, Elway prend possession du ballon sur sa propre ligne des 25 yards et fait progresser les Broncos vers l'en-but adverse. Mais, lors d'une deuxième tentative, avec moins de dix yards à faire pour marquer, Elway rate sa passe qui termine dans les bras d'un joueur adverse, il ne peut conclure une remontée comme il en a l'habitude. Elway a lancé pour 371 yards de gain à la passe mais malgré trois touchdowns, les deux interceptions subies ont été fatales. Le week-end suivant, les Broncos perdent à nouveau, cette fois-ci en prolongation, malgré une nouvelle bonne performance d'Elway qui réussit 29 de ses 42 passes et 319 yards de gain. Il n'a pu amener son équipe dans l'en-but adverse lors du dernier drive du quatrième quart-temps, Denver ne réussit qu'un field goal égalisateur au lieu d'un touchdown synonyme de victoire. Après une déroute 16-48 contre les Raiders où Elway ne lance aucune passe de touchdown, les Broncos rendent visite aux Bills de Buffalo. Menés 20-27 dans le quatrième quart-temps, les Broncos remontent le terrain sous la direction d'Elway jusqu'à la ligne des cinq yards adverses. Mais comme lors du premier et du deuxième match, il ne peut faire marquer de touchdown et les Broncos perdent leur quatrième match consécutif,.
Après une première victoire des Broncos où Elway marque un touchdown à la course, Denver reçoit la visite des Chiefs de Kansas City et de Joe Montana. Dans le quatrième quart temps, à nouveau, Elway dirige son équipe lors d'un drive qui aboutit à un touchdown d'Elway lui-même à la course avec seulement une minute et vingt-deux secondes à jouer. Mais cette fois-ci, c'est son adversaire du jour qui réussit un retour improbable, menant son équipe sur une remontée de 75 yards en 7 actions et un touchdown victorieux à 13 secondes de la fin du match. Elway a réussi à lancer pour 263 yards de gain et deux passes de touchdown mais a été éclipsé par son adversaire du jour qui, en plus de remporter le match à la manière d'Elway, a réussi 34 de ses 54 passes, réalisé 393 yards de gain et lancé 3 passes de touchdown.
Lors du match suivant contre les Chargers, Elway réussit à ramener son équipe de l'arrière pour inscrire deux field goals permettant aux Broncos de remporter leur deuxième match de la saison et une semaine plus tard, il obtient à nouveau le titre de « joueur offensif de la semaine dans l'AFC » après une victoire 26-14 contre les Browns de Cleveland où il lance pour 349 yards et deux touchdowns. Après ces deux victoires, les Broncos subissent une défaite puis enchaînent quatre victoires consécutives, dont une performance de 382 yards d'Elway contre les Falcons d'Atlanta, ramenant ainsi le bilan des de Denver à sept victoires pour six défaites. Cependant, au cours de la dernière victoire, Elway se blesse au genou gauche ce qui l'empêche de prendre part à deux des trois derniers matchs des Broncos qui terminent la saison par trois défaites et ne se qualifient pas pour les play-offs. Elway termine avec 62,1 % de passes réussies, à nouveau seulement 10 interceptions et plus de 3 000 yards pour la neuvième fois de sa carrière, il est élu pour jouer son sixième Pro Bowl.

#### Saison 1995
En 1995, les Broncos voient arriver un nouvel entraîneur qui n'est nul autre que Mike Shanahan, limogé deux ans plus tôt sous l'ère Reeves. Les retrouvailles entre Shanahan et Elway sont marquées par une victoire lors du premier match de la saison où Elway réussit 22 de ses 41 passes pour 319 yards gagnés, mais aucun touchdown à la passe. Après une défaite lors du deuxième match au cours duquel Elway ne réussit que 11 de ses 24 passes et est remplacé par Hugh Millen, les Broncos accueillent les Redskins de Washington. À égalité 31-31 à une minute et sept secondes de la fin, Elway récupère le ballon sur sa ligne des 20 yards. Après sept actions de jeu, il a ramené l'équipe sur la ligne des 43 yards des Redskins mais il ne reste que six secondes à jouer. Plutôt que de tenter un field goal difficile de 60 yards, Shanahan décide de laisser Elway sur le terrain pour la dernière action. Ce dernier lance une « passe Ave Maria » (Hail Mary pass) qui est captée par Rod Smith dont c'est la première réception de sa carrière dans la NFL. Les Broncos remportent le match 37-31 et Elway termine la rencontre avec 30 passes réussies sur 47 et 327 yards gagnés dans les airs.
Malgré ce début réussi, la saison des Broncos est moyenne, Elway alterne parfois le moyen comme sa performance lors de la défaite 7-21 contre les Chiefs — 21 passes réussies sur 41 tentées, 1 touchdown, 2 interceptions, évaluation de 55,6 — avec le très bon comme contre lors de la victoire 38-6 contre les Cardinals — 16 passes réussies sur 21, 3 touchdowns, 0 interception, évaluation de 155,9. Elway réussit cependant un retour dont il a l'habitude. Lors du dernier match de la saison, alors que les Broncos ne sont plus en course pour les play-offs, ils rendent visite aux Raiders d'Oakland qui ont encore un espoir de se qualifier. Au début du quatrième quart-temps, menés 17-28 par les Raiders, les Broncos emmenés par Elway remontent 79 yards en 12 actions pour inscrire un field goal ramenant le score à 20-28. Un peu plus tard, Elway et les Broncos remontent 87 yards en 13 actions qui se terminent par une passe de touchdown pour Ed McCaffrey. Le score est de 26-28, les Broncos optent pour une transformation à deux points qu'Elway réussit en courant lui-même dans l'en-but pour égaliser 28-28. Sur la possession suivante des Broncos, Elway mène son équipe sur 53 yards et le field goal de Jason Elam donne la victoire aux Broncos et élimine les Raiders de la course aux play-offs. Les Broncos terminent la saison avec un bilan mitigé de huit victoires et huit défaites, bilan contrastant avec les statistiques d'Elway qui a lancé pour presque 4 000 yards et qui, avec l'aide du running back rookie Terrell Davis, a mené son équipe à un record de la franchise avec 6 040 yards gagnés en attaque et la première place de la saison dans l'AFC dans ce secteur.

### Une saison au goût amer: 1996
Le 17 avril 1996 et alors qu'il lui reste un an de contrat, Elway signe une nouvelle entente de cinq ans pour un montant de 29,5 millions de dollars américains lui assurant de terminer sa carrière à Denver. Nantis de cette assurance, Elway et les Broncos démarrent de belle manière la saison en recevant les Jets de New York, menant 31-0 à la mi-temps, ils remportent le match 31-6. Après une deuxième victoire contre les Seahawks, Elway montre à nouveau sa faculté à ramener son équipe dans le quatrième quart-temps lors du troisième match où les Broncos remontent 80 yards pour marquer le touchdown de la victoire après avoir été menés 20-23 contre les Buccaneers de Tampa Bay. La première défaite survient au quatrième match mais cela n'interrompt pas la dynamique de victoire des Broncos qui remportent leurs neuf matchs suivants, affichant ainsi après 13 matchs un bilan de 12 victoires pour une seule défaite, garantissant aux Broncos une place en play-off et l'avantage du terrain. Au cours de ces neuf rencontres, Elway mène notamment son équipe lors du sixième match de la saison, contre les Chargers, où, après avoir été menés 0-17, les Broncos gagnent 28-17 avec quatre passes pour des touchdowns d'Elway dont trois consécutives vers Shannon Sharpe. Elway réussit ce jour-là 78 % de ses passes et il est crédité d'une évaluation de 121,8. Le douzième match de la saison est en même temps un match particulier. En effet, Denver est mené 14-17 avec 5 minutes 21 à jouer dans le quatrième quart-temps, Elway démarre un drive sur sa propre ligne des 16 yards. Dix actions plus tard, les Broncos sont sur la ligne des cinq yards des Vikings du Minnesota. Elway lance alors une passe en direction de Terrell Davis, mais sa passe est contrée, elle ne peut être captée par un deuxième défenseur sur les doigts duquel elle rebondit et atterrit par chance dans les bras de McCaffrey qui marque le touchdown de la victoire. Plutôt que la manière, ce succès est notable par le fait qu'il s'agit de la quarantième remontée victorieuse de la carrière d'Elway. Après ces treize premiers matchs, Shanahan décide de laisser souffler Elway qui regarde son équipe perdre contre les Packers. Il revient pour jouer les deux derniers matchs qui concluent la saison des Broncos sur un record pour la franchise de 13 victoires pour 3 défaites.
Les Broncos, favoris pour représenter l'AFC lors du Superbowl, accueillent les Jaguars de Jacksonville pour leur premier match de play-off. Après deux field goals et un touchdown à la passe d'Elway pour Sharpe, les Broncos encaissent 23 points consécutifs pour se retrouver menés 12-23 puis 20-30. Elway mène son équipe sur un nouveau drive de 80 yards qui aboutit à un touchdown pour un score de 27-30. Les Broncos tentent de récupérer le ballon lors d'un onside kick mais le ballon récupéré par les Jaguars met fin aux espoirs de Denver de rejouer un Superbowl. Malgré cette déception, Elway est une nouvelle fois sélectionné pour le Pro Bowl grâce à une nouvelle bonne saison où, notamment, il termine pour la troisième fois de sa carrière avec plus de 60 % de réussite à la passe, il obtient une évaluation de 89,2 — la deuxième performance de sa carrière derrière les 92,8 de 1993 — et il égale son record de 26 passes pour des touchdowns.

### La consécration

#### Saison 1997
L'année 1997 ne commence pas de la meilleure manière pour Elway et les Broncos. Lors du deuxième match de pré-saison contre les Dolphins de Miami, Elway se blesse au biceps droit lors du premier quart-temps en lançant une passe vers McCaffrey. Un examen décèle une déchirure du tendon. Certains pensent que la fin de carrière d'Elway est proche à la suite de cette blessure; pourtant, Shanahan et Elway demeurent confiants quant à la participation de ce dernier au premier match de la saison régulière. Les médecins ont décidé de ne pas l'opérer et Elway n'a pas ressenti de douleur lors de son retour à l'entraînement. Il est convenu de tester son bras lors du dernier match de pré-saison contre les 49ers le 23 août, soit seulement dix-neuf jours après sa blessure. Lors de ce match, il réussit sept de ses dix passes tentées et rassure les fans des Broncos.
La saison régulière débute finalement bien et la blessure d'Elway est une péripétie. Les deux premiers matchs sont remportés par les Broncos sans voir de performance exceptionnelle de leur quarterback : aucune passe de touchdown n'est réalisée lors de la première rencontre et seulement 197 yards de gain à la passe sont réalisés lors de la deuxième. Le troisième match, s'il est comparable au premier du point de vue des yards gagnés à la passe, est différent du point de vue de la réussite. En effet, Elway ne réussit que 16 de ses 28 passes tentées, soit moins que lors du deuxième match, mais quatre d'entre elles le sont pour un touchdown. Au cours des deux matchs suivants, Elway lance à chaque fois trois passes de touchdown puis, il en marque lui-même un à la course lors de la sixième victoire en six matchs des Broncos. Le septième match de la saison marque, paradoxalement, le plus gros gain de la saison d'Elway à la passe — 309 yards — et la première défaite des Broncos. Lors du match suivant, la performance d'Elway est éclipsée par les 207 yards gagnés à la course par Terrell Davis, il conduit pourtant son équipe lors d'un drive de 43 yards à une victoire en prolongation. Les Seahawks de Seattle sont les victimes suivantes des Broncos d'Elway, à nouveau vainqueurs sur un dernier drive mené par le quarterback cette fois-ci pendant le temps réglementaire.
Après une défaite et trois victoires lors des quatre matchs suivants, dont une performance de trois nouveaux touchdowns à la passe d'Elway au cours du match contre les Chargers, les Broncos, avec un bilan de onze victoires pour deux défaites semblent bien partis pour remporter leur division, voire la conférence. Cependant, le match suivant voit une performance moyenne d'Elway, avec seulement 17 passes réussies sur 42, soit 40 % de réussite et les Broncos perdent 24-35 en ayant pourtant mené 21-7. Les espérances des Broncos s'amincissent lors du match suivant, perdu 17-34 à San Francisco, Elway réalise le pire match de sa saison : 16 passes sont seulement réussies sur 41 tentées — soit 39 % de réussite — aucun touchdown, deux interceptions et seulement 150 yards gagnés à la passe lui procurent une évaluation de 29,2. Après cette mauvaise prestation, Elway montre ses qualités lors du dernier match de la saison contre les Chargers remporté 38-3. Il réussit cette fois-ci 17 de ses 26 passes — soit 65 % — dont quatre passes de touchdown, une seule interception et 273 yards gagnés ce qui aboutit à la meilleure évaluation de sa saison avec un score de 123,88.
Il termine la saison régulière pour la dixième fois de sa carrière avec plus de 3 000 yards gagnés à la passe et plus de 200 yards à la course, il est invité à son huitième Pro Bowl.

##### Première victoire au Super Bowl
Grâce à leur dernière victoire, les Broncos ont l'avantage du terrain lors de leur premier match de play-off où ils rencontrent les Jaguars. La rencontre voit une victoire large des Broncos ; Elway — 16 passes réussies sur 24, 223 yards gagnés, 1 touchdown — est épaulé par les très bonnes performances des running backs Derek Loville — 11 courses, 101 yards gagnés, 2 touchdowns — et surtout Terrell Davis — 184 yards gagnés en 31 courses et deux touchdowns — qui se qualifient ainsi pour le tour suivant.
La fin de saison difficile des Broncos leur a fait perdre l'avantage du terrain pour les matchs suivants, ils se rendent ensuite à Kansas City pour affronter les Chiefs. Lors du quatrième quart-temps et alors que les Broncos sont menés 10-14, Elway conduit une nouvelle fois son attaque lors d'un come-back — le 44e de sa carrière — de 49 yards qui aboutit au touchdown victorieux de Davis, son deuxième de la journée.
La finale de conférence se déroule à Pittsburgh, là-même où ils ont perdu leurs espoirs de remporter ladite conférence un mois plus tôt. Après avoir marqué les premiers sur une course de Davis, les Broncos se retrouvent menés 7-14 vers le milieu du deuxième quart-temps. Sur un field goal, Jason Elam ramène l'équipe à 10-14 puis, à la suite d'un drive de 80 yards orchestré par Elway, ils prennent l'avantage 17-14 à une minute et 47 secondes de la mi-temps. La défense de Denver empêche les Steelers de progresser et ils récupèrent le ballon sur leur ligne des 46 yards. Les Broncos remontent le terrain pour marquer un nouveau touchdown sur une passe d'Elway à McCaffrey ; à la pause, ils comptent une avance de dix points. La seconde mi-temps est jouée de manière « conservative » par les Broncos qui ne marquent aucun point, qui encaissent un touchdown des Steelers qui reviennent à trois points de leurs adversaires. À deux minutes de la fin du match et sur sa ligne des 15 yards, Elway se retrouve dans une situation de troisième tentative et six yards à parcourir. Il réussit une passe vers Shannon Sharpe qui gagne 18 yards et évite ainsi de rendre le ballon par un coup de pied de dégagement qui donnerait une nouvelle série d'attaque à Pittsburgh. Les Broncos peuvent ensuite laisser s'écouler le temps pendant les quatre dernières tentatives pour se qualifier pour le quatrième Super Bowl de la carrière d'Elway.
Le Super Bowl XXXII a lieu à San Diego et les Broncos ne partent pas favoris face aux champions en titre, les Packers de Green Bay. Les Packers commencent le match par un touchdown sur une passe de Brett Favre mais Elway ramène les siens dans la partie. Après une série de dix actions, les Broncos égalisent grâce à une course de Davis. Au cours du deuxième quart-temps, Elway marque lui-même un touchdown sur une course — sa troisième course pour un touchdown en quatre Super Bowls — d'un yard, puis, Elam porte le score à 17-7 avant que les Packers ne reviennent à 17-14 à la pause. La deuxième mi-temps débute comme la première avec une réalisation des Packers pour un score de 17-17 grâce à un field goal. Les Broncos récupèrent ensuite le ballon sur leur ligne des 7 yards et remontent le terrain en un peu plus de sept minutes et treize actions de jeu pour un nouveau touchdown de Davis. Au cours de cette série, Elway paye de sa personne en convertissant une troisième tentative à la course et en se jetant en l'air contre trois défenseurs. Sur l'impact, il fait un demi-tour en l'air « tel un hélicoptère » avant de retomber au sol, mais la détermination d'Elway a permis le gain nécessaire à une nouvelle tentative conclue par la suite par le touchdown. Les Packers ne s'avouent pas vaincus et reviennent au score sur une nouvelle passe de Favre. Lors d'un nouveau drive, les Broncos consolident leur victoire avec le troisième touchdown de Davis à moins de deux minutes de la fin du match. Elway, en dépit de statistiques moyennes — 12 passes réussies sur 22 et 123 yards gagnés à la passe — gagne enfin le Super Bowl, bien épaulé à la course par Terrell Davis qui remporte d'ailleurs le titre de MVP du match. Les Broncos stoppent également au cours de ce match l'hégémonie des équipes de la NFC qui ont remporté les treize finales précédentes.

#### Saison 1998
Les Broncos et Elway commencent la nouvelle saison avec le statut de champions en titre et ils ne déçoivent pas leurs fans. Ils remportent leurs deux premiers matchs contre les Patriots et les Cowboys contre lesquels Elway réussit 72 % de ses passes, dont deux pour un touchdown. Il est crédité d'une évaluation de 143 et marque un touchdown à la course. Mais il se blesse à la jambe droite. Lors du troisième match, Elway réussit six de ses dix passes mais il aggrave sa blessure et doit laisser sa place à Bubby Brister, son remplaçant. Ce dernier est intercepté sur sa première passe pour un touchdown de 94 yards des Raiders. Il s'acquitte cependant parfaitement de sa tâche ensuite et les Broncos remportent leur troisième victoire consécutive. Cette blessure oblige Elway à manquer les deux matchs suivants, Brister se montre un remplaçant de premier choix et les Broncos continuent leur parcours sans faute en battant successivement les Redskins et les Eagles.
Elway est de retour pour le sixième match de la saison et il ne brille pas particulièrement ; il lance deux passes de touchdown, il se fait également intercepter deux fois — dont une fois pour un touchdown de la défense — et il ne réussit que 13 de ses 27 passes. Les Broncos remportent néanmoins leur sixième victoire 21-16. Après un week-end de pause, les Broncos et Elway reprennent leur marche en avant et ils enregistrent une septième victoire consécutive contre les Jaguars de Jacksonville, puis une huitième contre les Bengals de Cincinnati. Au cours de ce match, Elway montre qu'il n'a rien perdu de son talent : alors que le score est de parité à 26-26, il orchestre une remontée de 53 yards qui se termine par un touchdown de Terrell Davis, ce qui scelle la victoire de Denver.
Lors de l'échauffement du neuvième match, contre les Chargers, Elway se blesse aux côtes et ne peut rester sur le terrain que pour trois actions, laissant à nouveau sa place à Brister. Cette blessure l'empêche aussi de disputer le match suivant contre les Chiefs mais encore une fois, Brister se montre brillant et les Broncos portent leur série de victoires à dix. Après cette série de forfaits, Elway avoue qu'il a été imprudent dans la gestion de ces blessures. Il déclare à ce sujet : « À 38 ans et après 16 ans passés dans la ligue, j'ai enfin appris quelque chose ».
Elway revient aux commandes lors du 11e match contre les Raiders. Outre la performance d'Elway qui lance trois passes de touchdown et termine avec une évaluation de 131, les spectateurs du Mile High Stadium applaudissent une autre performance du quarterback des Broncos. En effet, en lançant une passe de cinq yards vers Willie Green, Elway devient, après Dan Marino, le deuxième quarterback de l'histoire de la NFL à lancer pour plus de 50 000 yards dans sa carrière. Lors du 12e match, il est intercepté à trois reprises mais les performances de la défense ainsi que les quatre touchdowns qu'il lance donnent une nouvelle victoire aux Broncos. Lors du match suivant, contre les Chiefs, la victoire semble enfin échapper à Denver quand le botteur adverse, Pete Stoyanovich, donne 10 points d'avance à son équipe au milieu du quatrième quart-temps. Mais Elway et les siens inversent à nouveau une situation compromise. Après une passe de 50 yards d'Elway vers Willie Green, Davis marque un touchdown sur une course, ramenant rapidement le score à 28-31. La défense oblige les Chiefs à se débarrasser du ballon et cinq actions plus tard, Elway envoie le ballon dans les bras de Shannon Sharpe pour le touchdown de la victoire. Au cours de ce match, Elway a pour la deuxième fois seulement de sa carrière atteint les 400 yards à la passe.
La saison parfaite des Broncos prend fin la semaine suivante, contre les Giants de New York qui remportent le match 20-16. Huit jours plus tard, c'est au tour des Dolphins de Dan Marino de battre les Broncos. En deux matchs, Elway n'a pas lancé une passe de touchdown et s'est vu intercepter 3 fois. Mais pour le dernier match de la saison à Denver contre les Seahawks, Elway offre une victoire aux supporters des Broncos en réussissant 26 de ses 36 passes tentées pour 336 yards de gain, lançant quatre passes de touchdown et obtenant une évaluation de 138. Le quatrième touchdown des Broncos marque en outre la 300e passe de touchdown d'Elway dans sa carrière en saison régulière. Terminant avec plus de 2 800 yards gagnés à la passe en seulement 13 matchs débutés et avec la meilleure évaluation de sa carrière sur une saison, il est invité à nouveau à participer au Pro Bowl.

##### Deuxième victoire au Super Bowl
Assurés grâce à leur saison de jouer tous leurs matchs à domicile, les Broncos accueillent tout d'abord les Dolphins de Miami qui sont une des deux seules équipes à les avoir vaincu lors de la saison régulière. Cette fois-ci, la défense n'accorde qu'un field goal aux visiteurs et Elway et Terrell Davis — auteur de 199 yards à la course — se chargent de l'attaque qui marque 38 points ce jour-là. Le match suivant est joué contre des Jets de New York. Après une première mi-temps serrée où seuls les Jets marquent un field goal, les Broncos se retrouvent menés 0-10 au début du troisième quart-temps à la suite d'un touchdown de leurs adversaires. Elway organise alors la remontée de son équipe avec une passe de 47 yards pour McCaffrey puis trouve un receveur dans l'en-but pour ramener les Broncos dans la partie. Les Jets ne marquent plus de points et Elway et les Broncos se qualifient pour le Super Bowl en remportant le match 23-10. Elway fait un dernier tour d'honneur au Mile High Stadium à l'issue du match en portant le trophée des champions de l'AFC.
Ce deuxième Super Bowl consécutif joué par les Broncos, le Super Bowl XXXIII, commence par un field goal des Falcons d'Atlanta auquel les Broncos répondent par un touchdown à la course pour prendre les devants 7-3. Elway lance ensuite ce qui est alors la deuxième plus longue passe pour un touchdown de l'histoire du Super Bowl avec un gain de 80 yards. Après avoir atteint la mi-temps sur le score de 17-6, Denver marque deux nouveaux touchdown à la course, dont un par Elway lui-même, portant la marque à 31-6 dans le quatrième quart-temps. Ce touchdown fait de lui, à 38 ans, le plus vieux joueur à marquer un touchdown dans le Super Bowl. Les Falcons ne peuvent remonter ce retard et les Broncos remportent un deuxième Super Bowl consécutif. Elway, avec 336 yards gagnés à la passe — troisième performance de l'histoire du Super Bowl — un touchdown à la passe et un à la course est nommé MVP de la finale. Il devient également seulement le sixième quarterback à remporter deux Super Bowls d'affilée après Bart Starr, Bob Griese, Terry Bradshaw, Joe Montana et Troy Aikman.

## La reconnaissance

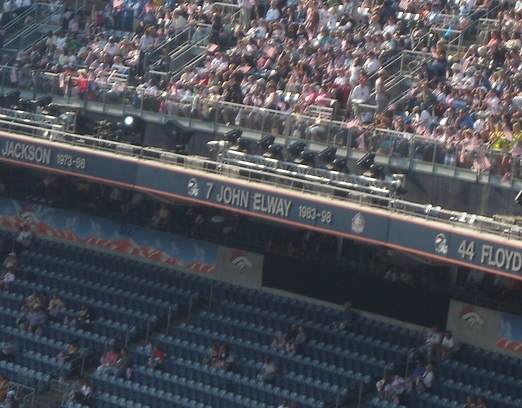
John Elway sur le Ring of fame dans l'Invesco Field at Mile High.

Après cette deuxième victoire et le titre de meilleur joueur du Super Bowl, Elway annonce le 2 mai 1999 qu'il prend sa retraite à trente-huit ans.
Le 13 septembre de cette même année, à la mi-temps d'un match contre les Dolphins de Miami, le numéro 7 porté par Elway est officiellement retiré dans la franchise des Broncos de Denver. Ce même jour, son nom prend place sur le Ring of fame, anneau situé sur une tribune du stade où sont inscrites les personnalités les plus importantes de l'histoire des Broncos. Il devient ainsi le premier à être honoré avant même le délai de cinq ans généralement observé après l'arrêt de la carrière d'un joueur.
En avril 2000, il est élu au College Football Hall of Fame avant d'y être intronisé officiellement en décembre. Le 7 novembre 2000, la NFL annonce la composition de l'équipe NFL de la décennie 1990 où il occupe le poste de quarterback numéro un. Certains de ses coéquipiers, comme Terrell Davis et Shannon Sharpe, sont également nommés dans cette équipe fictive de prestige, réunissant un joueur de chaque forme de l'attaque : passe, course et réception. Le 31 janvier 2004, soit la première année où il est éligible, il est intronisé au Pro Football Hall of Fame. Dans les locaux de l'institution, on peut notamment voir un panneau consacré à Elway où se côtoient des photographies, un maillot du joueur et une chronologie détaillée de « The Drive ». Enfin, en 2007, ESPN le classe à la quinzième place des vingt-cinq plus grands joueurs de football américain universitaire.
Souvent comparé à Dan Marino durant sa carrière, il termine derrière lui dans de nombreuses statistiques à la passe mais devant ce dernier à la course. Ils sont tous deux élus au Pro Football Hall of Fame, remportent chacun un titre de MVP dans la saison régulière et sont sélectionnés neuf fois pour le Pro Bowl. Mais Elway gagne deux Super Bowl et un titre de MVP du Super Bowl, honneurs que ne connaît jamais son rival.

## Retraite sportive
Elway, en marge de sa carrière de footballeur, débute dans le marché automobile en 1989. En 1997, il possède cinq concessions dans la région de Denver qu'il revend au groupe AutoNation pour la somme de 82,5 millions de dollars américains. Les concessions continuent à arborer le nom d'Elway sur leur façade jusqu'en décembre 2006 où ils mettent fin à leur collaboration.

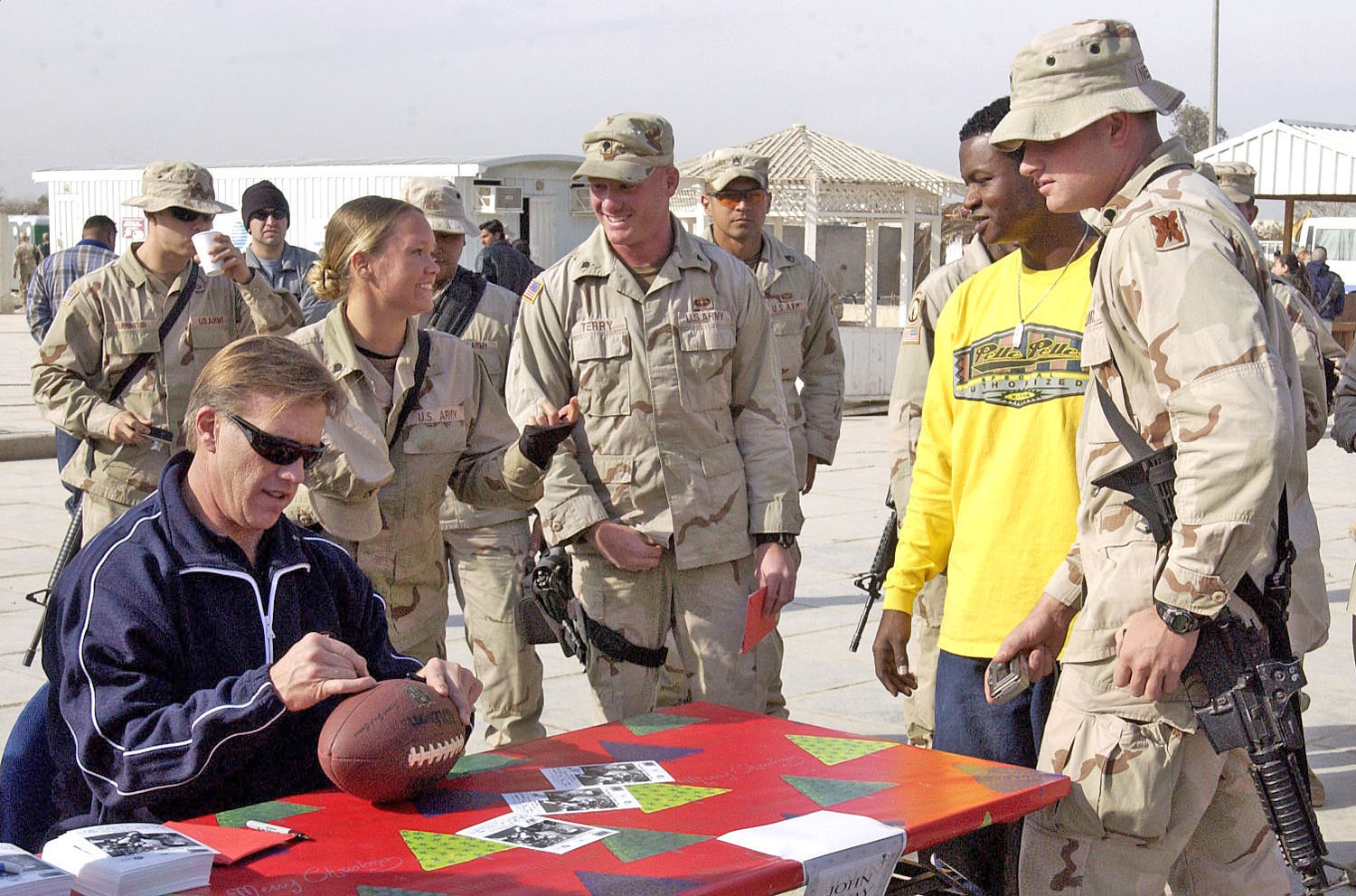
Elway signe des autographes aux militaires américains basés sur le camp Al Tahreer en Irak.

Il crée en décembre 1999, en compagnie de deux autres vedettes du sport nord-américain, Wayne Gretzky et Michael Jordan, le site MVP.com destiné à vendre des articles de sport en ligne mais, à peine plus d'un an plus tard, le site est fermé et le nom de domaine vendu.
Le 19 juin 2002, Elway annonce son retour dans le monde du football américain professionnel en devenant copropriétaire des Colorado Crush, équipe de l'Arena Football League qui remporte le titre de champion trois ans plus tard. En février 2007, il est élu président du comité exécutif de l'Arena Football League.
En octobre 2004, il ouvre son propre restaurant à Denver, le Elway's. Son deuxième restaurant ouvre en 2007, avec une capacité de 165 places. Il est situé dans l'hôtel Ritz-Carlton, au centre-ville de Denver.
Le 14 décembre 2004, il participe avec d'autres célébrités à l'USO handshake tour, il rend visite à des militaires américains en poste en Irak après la guerre d'Irak. Les handshake tours ont pour but d'apporter un message de soutien aux militaires américains en dehors de leur pays.
Au cours de l'élection présidentielle américaine de 2008, Elway a apporté son soutien à John McCain lors de son passage à Denver.

## Vie familiale

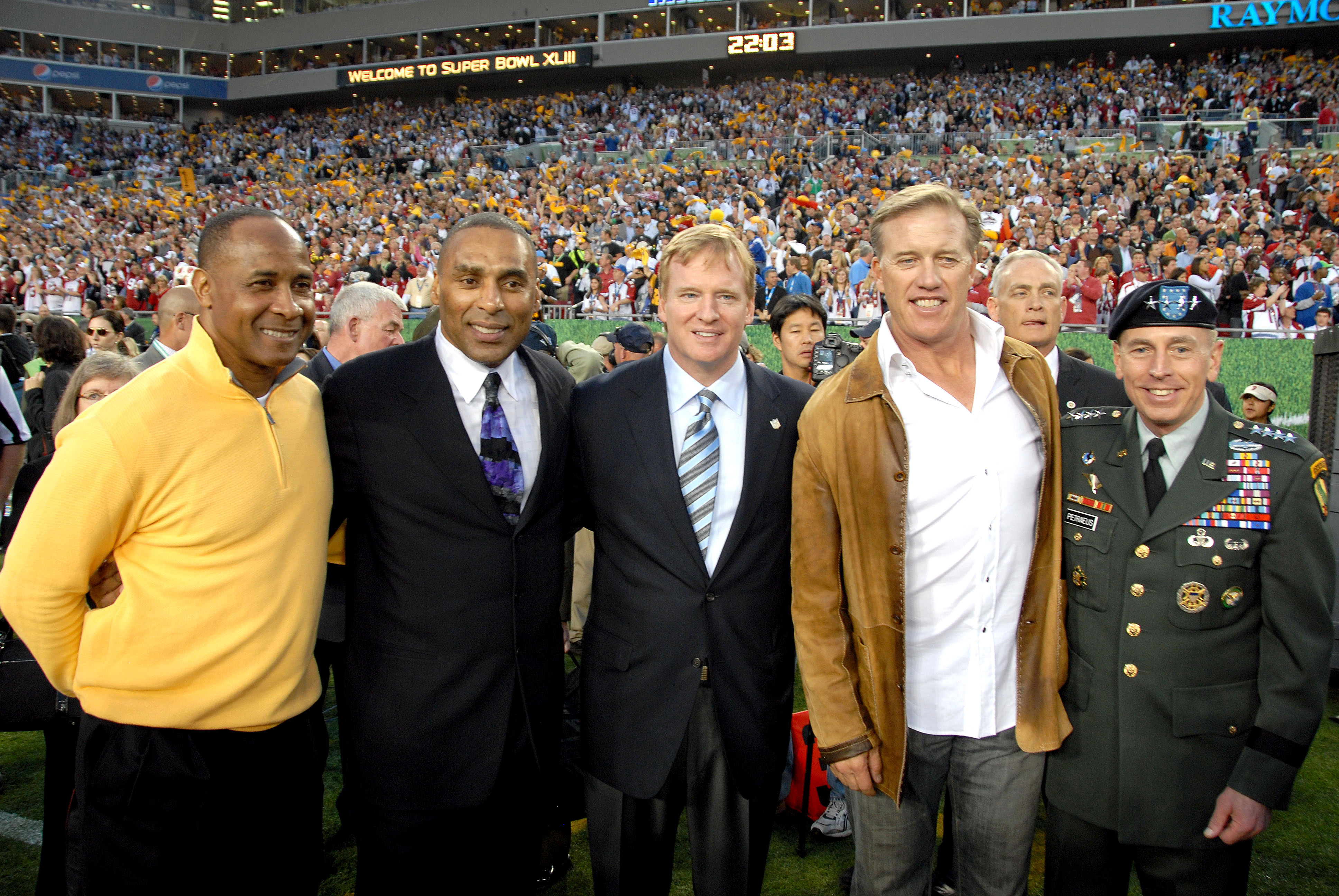
Elway (deuxième depuis la droite) au Super Bowl XLIII avec Lynn Swann, Roger Craig, Roger Goodell et le général David Petraeus.

Fils de Jack et Janet Elway, John a une sœur aînée, Lee-Ann née dix-huit mois avant lui et une sœur jumelle Jana, décédée en 2002 d'un cancer du poumon. Il a épousé Janet Buchan, nageuse de l'Université Stanford, en 1984. Il a eu quatre enfants avec elle : trois filles Jessica, Gwen et Jordan, et un fils Jack. Sa fille Jessica a prononcé son discours d'intronisation au Pro Football Hall of Fame. Son fils joue lui aussi au football américain au poste de quarterback. Alors que ce dernier joue pour la Cherry Creek High School, John a occupé le poste d'entraîneur des quarterbacks en 2007.
En 2003, Janet et John ont divorcé et cinq ans plus tard, en 2008, il a demandé en mariage l'ancienne pom-pom girl des Raiders de Los Angeles, Paige Green.

## Postérité
Sa grande popularité fait qu'il est régulièrement cité ou mis en avant. Il est devenu un des personnages de la série télévisée Les Simpson. Il est également cité régulièrement dans une autre série : South Park.
Des jeux vidéo ont aussi utilisé son nom : John Elway's Quarterback sorti en 1987 et beaucoup plus tard All-Pro Football 2K8 où il apparaît sur la jaquette du jeu en compagnie de Barry Sanders et Jerry Rice.
De plus, il met à profit sa notoriété en organisant chaque année un tournoi de golf, the John Elway Golf Classic, au profit de deux associations caritatives locales, la Kempe Foundation et The Family Advocacy, Care and Support (F.A.C.E.S.) contre la maltraitance des enfants.

## Statistiques NFL
En 234 matchs de saison régulière, Elway a lancé 300 passes de touchdown, en a marqué 33 à la course et un sur réception de passe. Lors des 22 matchs de play-offs auxquels il participe, il lance 27 passes de touchdown et en marque six à la course dont quatre dans quatre Super Bowl différents,.
Les tableaux suivants reprennent les statistiques complètes d'Elway au cours de sa carrière :
| Année  | Équipe  | MJ     |         | Passes   | Passes | Passes | Passes | Passes | Passes | Passes  |       | Courses | Courses | Courses | Courses |
| Année  | Équipe  | MJ     | Tentées | Réussies | Pct.   | Yards  | TD     | Int.   | Éval.  | Tentées | Yards | Moy.    | TD      |         |         |
| 1983   | Broncos | 11     | 259     | 123      | 47,5   | 1 663  | 7      | 14     | 54,9   | 28      | 146   | 5,2     | 1       |         |         |
| 1984   | Broncos | 15     | 380     | 214      | 56,3   | 2 598  | 18     | 15     | 76,8   | 56      | 237   | 4,2     | 1       |         |         |
| 1985   | Broncos | 16     | 605     | 327      | 54     | 3 891  | 22     | 23     | 70,2   | 51      | 253   | 5,0     | 0       |         |         |
| 1986   | Broncos | 16     | 504     | 280      | 55,6   | 3 485  | 19     | 13     | 79,0   | 52      | 257   | 4,9     | 1       |         |         |
| 1987   | Broncos | 12     | 410     | 224      | 54,6   | 3 198  | 19     | 12     | 83,4   | 66      | 304   | 4,6     | 4       |         |         |
| 1988   | Broncos | 15     | 496     | 274      | 55,2   | 3 309  | 17     | 19     | 71,4   | 54      | 234   | 4,3     | 1       |         |         |
| 1989   | Broncos | 15     | 416     | 223      | 53,6   | 3 051  | 18     | 18     | 73,7   | 48      | 244   | 5,1     | 3       |         |         |
| 1990   | Broncos | 16     | 502     | 294      | 58,6   | 3 526  | 15     | 14     | 78,5   | 50      | 258   | 5,2     | 3       |         |         |
| 1991   | Broncos | 16     | 451     | 242      | 53,7   | 3 253  | 13     | 12     | 75,4   | 55      | 255   | 4,6     | 6       |         |         |
| 1992   | Broncos | 12     | 316     | 174      | 55,1   | 2 242  | 10     | 17     | 65,7   | 34      | 94    | 2,8     | 2       |         |         |
| 1993   | Broncos | 16     | 551     | 348      | 63,2   | 4 030  | 25     | 10     | 92,8   | 44      | 153   | 3,5     | 0       |         |         |
| 1994   | Broncos | 14     | 494     | 307      | 62,1   | 3 490  | 16     | 10     | 85,7   | 58      | 235   | 4,1     | 4       |         |         |
| 1995   | Broncos | 16     | 542     | 316      | 58,3   | 3 970  | 26     | 14     | 86,4   | 41      | 176   | 4,3     | 1       |         |         |
| 1996   | Broncos | 15     | 466     | 287      | 61,6   | 3 328  | 26     | 14     | 89,2   | 50      | 249   | 5,0     | 4       |         |         |
| 1997   | Broncos | 16     | 502     | 280      | 55,8   | 3 635  | 27     | 11     | 87,5   | 50      | 218   | 4,4     | 1       |         |         |
| 1998   | Broncos | 13     | 356     | 210      | 59     | 2 806  | 22     | 10     | 93,0   | 37      | 94    | 2,5     | 1       |         |         |
| Totaux | Totaux  | Totaux | 7 250   | 4 123    | 56,9   | 51 475 | 300    | 226    | 79,9   | 774     | 3 407 | 4,4     | 33      |         |         |

| Année  | Équipe  | MJ     |         | Passes   | Passes | Passes | Passes | Passes | Passes | Passes  |       | Courses | Courses | Courses | Courses |
| Année  | Équipe  | MJ     | Tentées | Réussies | Pct.   | Yards  | TD     | Int.   | Éval.  | Tentées | Yards | Moy.    | TD      |         |         |
| 1983   | Broncos | 1      | 15      | 10       | 66,7   | 123    | 0      | 1      | 64     | 3       | 16    | 5,3     | 0       |         |         |
| 1984   | Broncos | 1      | 37      | 19       | 51,4   | 184    | 2      | 2      | 61,1   | 4       | 16    | 4,0     | 0       |         |         |
| 1986   | Broncos | 3      | 107     | 57       | 53,3   | 805    | 3      | 4      | 71,6   | 15      | 101   | 6,7     | 2       |         |         |
| 1987   | Broncos | 3      | 89      | 42       | 47,2   | 797    | 6      | 5      | 77,8   | 18      | 76    | 4,2     | 1       |         |         |
| 1989   | Broncos | 3      | 82      | 42       | 51,2   | 732    | 4      | 3      | 83     | 16      | 91    | 5,7     | 1       |         |         |
| 1991   | Broncos | 2      | 54      | 30       | 55,6   | 378    | 1      | 2      | 68,3   | 10      | 49    | 4,9     | 0       |         |         |
| 1993   | Broncos | 1      | 47      | 29       | 61,7   | 302    | 3      | 1      | 92,7   | 5       | 23    | 4,6     | 0       |         |         |
| 1996   | Broncos | 1      | 38      | 25       | 65,8   | 226    | 2      | 0      | 99,2   | 5       | 30    | 6,0     | 0       |         |         |
| 1997   | Broncos | 4      | 96      | 56       | 58,3   | 726    | 3      | 2      | 83,9   | 9       | 25    | 2,8     | 1       |         |         |
| 1998   | Broncos | 3      | 86      | 45       | 52,3   | 691    | 3      | 1      | 85,9   | 9       | 34    | 3,8     | 1       |         |         |
| Totaux | Totaux  | Totaux | 651     | 355      | 54,5   | 4 964  | 27     | 21     | 94     | 79,7    | 461   | 4,9     | 6       |         |         |

## Palmarès et records
Outre les deux Superbowls remportés avec Denver, John Elway gagne également des récompenses à titre individuel.

### Trophées
- 1987 : MVP de la NFL.
- 1992 : Walter Payton Man of the Year Award[131].
- 1998 : MVP du Super Bowl XXXIII.

### Honneurs
- Pro Bowl : 1987, 1988, 1990, 1992, 1994, 1995, 1997, 1998, 1999
- All-Pro : 1986, 1987, 1993, 1996, 1997

### Records
Au cours de ses seize années professionnelles, John Elway a établi ou a battu de nombreux records dont une grande partie sont des records de la franchise de Denver. Il a notamment été le seul quarterback à avoir passé pour plus de 3 000 yards et à avoir couru pour plus de 200 yards par saison pendant sept années consécutives, le seul quarterback à marquer quatre touchdowns à la course lors des Super Bowls, le deuxième joueur de l'histoire qui a marqué à quatre reprises un touchdown lors d'un Super Bowl (après le running back Thurman Thomas) et le seul quarterback à participer à cinq Super Bowls. Les tableaux suivants reprennent certaines des statistiques où il brille particulièrement et sa place dans le classement au jour de sa retraite en 1998.
| Record                                                           | Nombre | Classement | Détenteur du record        |
| ---------------------------------------------------------------- | ------ | ---------- | -------------------------- |
| Remontée lors du 4e quart-temps pour gagner ou égaliser un match | 47     | 1er        | -                          |
| Sacks subis                                                      | 516    | 1er        | -                          |
| Interceptions en Super Bowls                                     | 8      | 1er        | -                          |
| Victoires                                                        | 148    | 1er        | -                          |
| Courses par un quarterback                                       | 774    | 1er        | -                          |
| Sélections au Pro Bowl                                           | 9      | 2e         | Johnny Unitas (10)         |
| Yards gagnés en Super Bowls                                      | 1 128  | 2e         | Joe Montana (1 142)        |
| Yards gagnés à la passe                                          | 51 475 | 2e         | Dan Marino (58 913)        |
| Passes tentées                                                   | 7 250  | 2e         | Dan Marino (7 989)         |
| Passes réussies                                                  | 4 123  | 2e         | Dan Marino (4 763)         |
| Saisons avec plus de 3 000 yards à la passe                      | 12     | 2e         | Dan Marino (13)            |
| Passes pour des touchdowns                                       | 300    | 3e         | Dan Marino (408)           |
| Passes réussies aux Super Bowls                                  | 76     | 3e         | Joe Montana (83)           |
| Yards gagnés à la course par un quarterback                      | 3 417  | 4e         | Randall Cunningham (4 741) |

| Record                                          | Nombre | Détail                                               |
| ----------------------------------------------- | ------ | ---------------------------------------------------- |
| Yards gagnés                                    | 54 882 | 51 475 à la passe et 3 407 à la course               |
| Touchdowns                                      | 334    | 300 à la passe, 33 à la course, 1 réception de passe |
| Pourcentage de victoires                        | 64,3 % | 148 victoires, 82 défaites et 1 match nul            |
| Pourcentage de passes réussies en une saison    | 63,2 % | 1983                                                 |
| Passes réussies                                 | 4 123  | -                                                    |
| Passes tentées                                  | 7 250  | -                                                    |
| Yards gagnés à la passe                         | 51 475 | -                                                    |
| Yards gagnés à la passe en une saison           | 4 030  | 1993                                                 |
| Touchdowns à la passe                           | 300    | -                                                    |
| Touchdowns à la passe en une saison             | 27     | 1997                                                 |
| Matchs consécutifs avec un touchdown à la passe | 15     | 1995 - 1996                                          |
| Évaluation de quarterback sur une saison        | 93,3   | 1998                                                 |